# 1864 na política

## Nascimentos
| Data            | Nome                     | Profissão             | Nacionalidade | Observações | Ref |
| --------------- | ------------------------ | --------------------- | ------------- | ----------- | --- |
| 21 de Fevereiro | Coelho Neto              | escritor              | Brasil        | m. 1934     |     |
| 23 de agosto    | Constantino José Cardoso | político e jornalista | Portugal      | m. 1938     |     |

## Mortes
| Data | Nome | Profissão | Nacionalidade | Observações | Ref |
| ---- | ---- | --------- | ------------- | ----------- | --- |